# 論語義疏
『論語義疏』（ろんごぎそ）は、南朝梁の儒学者である皇侃による『論語』の注釈書。全10巻。『論語集解義疏』とも呼ばれる。また、略して『論語疏』『論語義』と呼ばれる場合もある。

## 概要
漢・魏の頃、包咸・馬融・鄭玄・王粛ら多くの学者によって『論語』の注釈が制作され、魏の何晏らは彼らの解釈を引用しながら『論語集解』を編纂した。この『論語集解』を出発点にし、晋代の諸家の注釈を集めたのが江煕の『集注』である。皇侃は、江煕の本を利用しながら、新たな『論語』の注釈書として『論語義疏』を編纂した。
『論語義疏』は、体裁としては『論語集解』の注釈とセットの形で解釈が附されているが、その内容は『論語集解』に忠実に従った解釈と、『論語集解』の解釈には関わらない説（または『論語集解』に批判的な説）の二種類があり、必ずしも『論語集解』の説を忠実になぞるわけではない。
経書に対する義疏は、南北朝時代に数多く作られたが、完本として現存するのは唯一『論語義疏』だけであり、義疏の研究を進める上で重要な資料である。さらに、『論語義疏』の中には既に失われた皇侃以前の注釈が多く保存されているため、研究資料としての価値は非常に高い。

## 特徴
『論語義疏』の内容面の特徴について、 曲阜師範大学教授の高尚榘は以下の四点を挙げる。
1. 「経ー疏」「注ー疏」の解釈形式を採る。
2. 魏晋の玄学の影響を受け、道家思想によって経文を解釈する場合がある。
3. 皇侃以前の多数の学者の説を引用する。
4. 首肯に値する正しい説を示す場合も多い。

より詳細には、喬秀岩が以下の三点を挙げて説明している。
1. 多くが前人の説の因襲に出る。
2. 科段という方法を用いて経文を解釈する。
3. 前人の説をよく整理し、その際に取捨選択を加えることがある。

皇侃の「科段」とは、論語の二十篇が並ぶ順序の理由を説明すること、一篇の中を章に分けて理解すること、そして一章の中を段に分けて理解することの三層からなり、前後のつながりを強く意識して解釈を行う点に特色がある。

## 伝来

### 中国における亡佚
『論語義疏』は、梁代に成書したのちに広く流通し、『隋書』経籍志、『旧唐書』経籍志、『新唐書』芸文志などの正史の目録に記録されるほか、北宋前期の『崇文総目』、南宋前期の『群斎読書志』『中興館閣書目』『遂初堂書目』などに著録されている。しかし、南宋後期の『直斎書録解題』には記録されておらず、南宋頃に失われたとされている。
失われた要因の一つは、999年（北宋真宗の時）、邢昺によって『論語正義』が編纂されたことにある。『論語正義』は、『論語義疏』を下敷きにしながら、『五経正義』を切り貼りしながら作られたものであるが、この成立によって『論語義疏』は顧みられなくなり、印刷される機会を得ることがなかった。
なお、敦煌文献からは『論語義疏』の一部が発見されており、現在フランス国立図書館に保存されている。

### 日本における保存

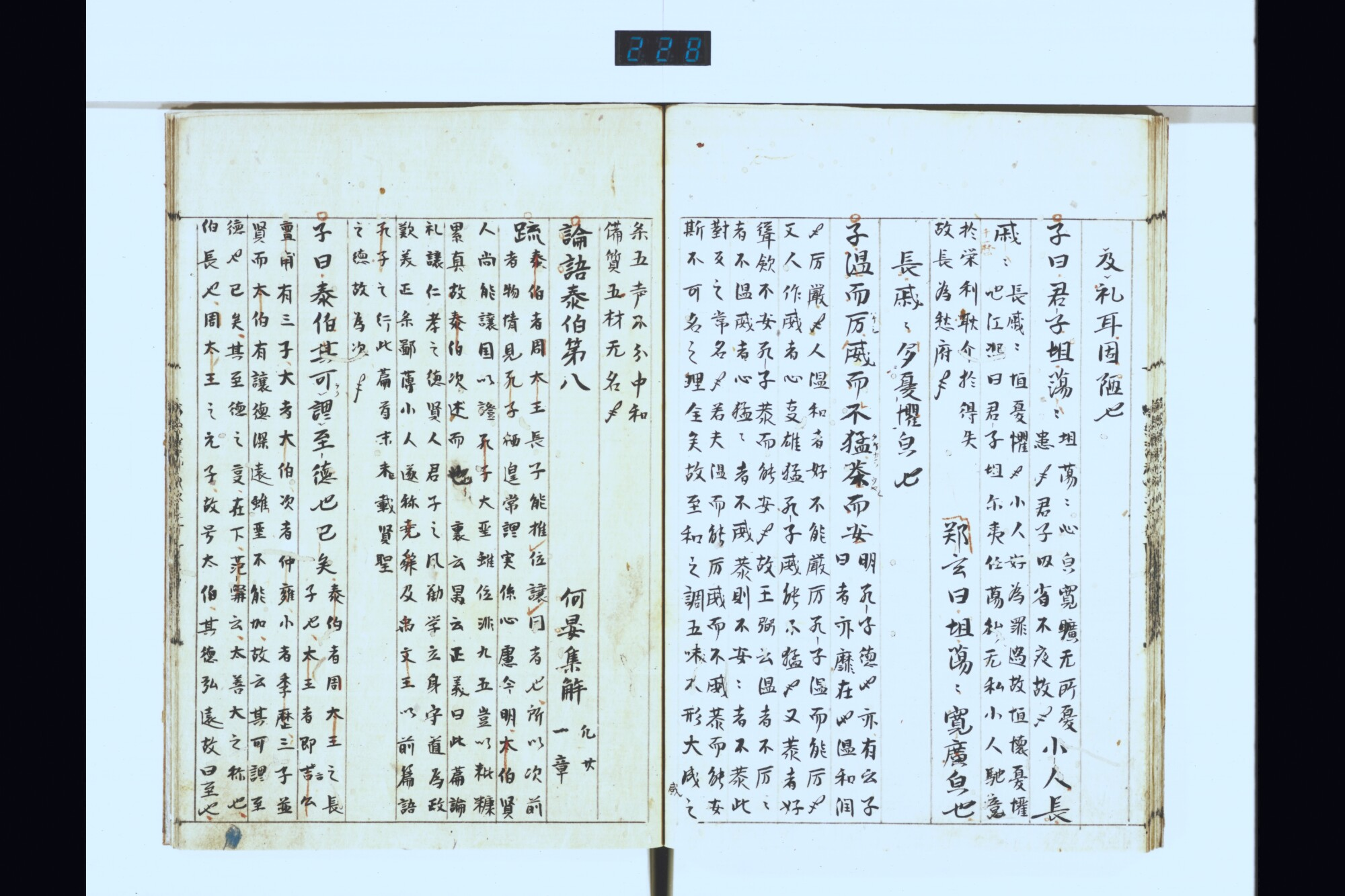
京都大学附属図書館蔵
清家文庫に保存されている、清原良賢によって伝写された『論語義疏』。日本で保存された抄本の一例。

一方、日本においては重要な地位を保ち続けたため、脈々と継承され、抄本（写本）・刊本ともに多種のものが現存する。
『論語義疏』は、寛平三年（891年）以前に成立した『日本国見在書目録』に記録されており、遅くとも九世紀末には日本に伝来していた。また、『論語義疏』の引用は他書にも見え、そのうち『令集解』の引く『古記』に引用されていることから、奈良時代には伝来していたとする説もある。読者としては、藤原頼長の『台記』の康治元年（1142年）の記事に、彼が22日間で読み終えたことが記録されている。

#### 抄本
2015年の実践女子大学教授影山輝國の調査によれば、『論語義疏』の抄本には、現在の所在が明らかな抄本が36種、不明なものが27種ある。これらはいずれも日本で筆写されたものであるが、古いものは室町時代まで遡り、たいへん貴重である。以下に記す種々の版本、標点本も、その源流は全てこれらの抄本にある。
日本で筆写された抄本には全てに邢昺『論語正義』が書き加えられていることから、どれほど旧来の『論語義疏』の形式を留めているのかという点には問題がある。

#### 版本
江戸時代に入ると、上の抄本に基づいて、種々の『論語義疏』の木版本（和刻本）が刊行された。特に著名なものは、荻生徂徠門下の根本武夷が、足利学校蔵の室町写本を底本にしながら、他本との校勘を加えて刊刻したものである。これが清に逆輸入されて、鮑廷博の「知不足斎叢書」、また『四庫全書』に収録された。ここにおいて、中国においても本書の存在が知られることとなった。
なお、『四庫全書』に収録される際、『論語義疏』八佾篇に書かれていた異民族の君主を劣った存在とみなす解釈が、異民族の君主である清朝に問題視されたらしく、内容が一部改変されている。
大正時代には、武内義雄らの手によって、室町抄本や根本本などを基礎として活字本が作られた。現在中国で刊行されている『論語義疏』の標点本は、この本を底本にしている。

#### 2020年発見の中国写本
2020年、6〜7世紀初めに中国で書かれたと見られる写本の一部（子罕篇の一部と郷党篇の全体）が日本で確認された。この写本は、2017年に慶應義塾大学が古書店から購入し、2018年以降調査を進めてきたものである。字体から、隋以前の写本であり、遣隋使、または遣唐使によって日本にもたらされたものだと考えられている。また古代の藤原氏印が押されていることや、藤原貞幹の『好古雑記』には壬生家が所蔵していたという記載があることから、日本に長く伝来してきた書物であると言える。
この本は、『論語』の伝世最古の写本であるとともに、仏典以外のまとまった紙の写本では現存最古級とされている。また、中国で書写された本であり、邢昺『論語正義』が混じっていないという点で、上記の日本抄本とは一線を画している。